# Lijst van voetbalinterlands Filipijnen - Singapore
Deze lijst van voetbalinterlands is een overzicht van alle officiële voetbalinterlands tussen de nationale teams van de Filipijnen en Singapore. De landen hebben tot nu toe 24 keer tegen elkaar gespeeld. De eerste ontmoeting, een vriendschappelijke wedstrijd, werd gespeeld in Kuala Lumpur (Maleisië) op 13 september 1962. Het laatste duel, eveneens een vriendschappelijke wedstrijd, vond plaats op 29 maart 2022 in Singapore.

## Wedstrijden
| №  | Plaats       | Datum             | Competitie                          | Wedstrijd              | Uitslag |
| -- | ------------ | ----------------- | ----------------------------------- | ---------------------- | ------- |
| 1  | Kuala Lumpur | 13 september 1962 | Vriendschappelijk                   | Singapore − Filipijnen | 5 − 0   |
| 2  | Kuala Lumpur | 13 augustus 1971  | Vriendschappelijk                   | Singapore − Filipijnen | 4 − 4   |
| 3  | Jakarta      | 12 juni 1972      | Vriendschappelijk                   | Singapore − Filipijnen | 0 − 2   |
| 4  | Seoel        | 24 september 1972 | Vriendschappelijk                   | Singapore − Filipijnen | 5 − 0   |
| 5  | Manilla      | 9 december 1981   | Zuidoost-Aziatische Spelen 1981     | Filipijnen − Singapore | 0 − 4   |
| 6  | Bangkok      | 6 mei 1982        | Vriendschappelijk                   | Singapore − Filipijnen | 1 − 0   |
| 7  | Singapore    | 1 juni 1983       | Zuidoost-Aziatische Spelen 1983     | Singapore − Filipijnen | 5 − 0   |
| 8  | Manilla      | 4 december 1991   | Zuidoost-Aziatische Spelen 1991     | Filipijnen − Singapore | 0 − 2   |
| 9  | Singapore    | 9 juni 1993       | Zuidoost-Aziatische Spelen 1993     | Singapore − Filipijnen | 7 − 0   |
| 10 | Chiang Mai   | 8 december 1995   | Zuidoost-Aziatische Spelen 1995     | Filipijnen − Singapore | 0 − 4   |
| 11 | Singapore    | 6 september 1996  | Zuidoost-Azië Cup 1996              | Singapore − Filipijnen | 3 − 0   |
| 12 | Singapore    | 24 maart 1998     | Zuidoost-Azië Cup 1998 kwalificatie | Singapore − Filipijnen | 1 − 0   |
| 13 | Singapore    | 11 december 2002  | Vriendschappelijk                   | Singapore − Filipijnen | 2 − 0   |
| 14 | Singapore    | 7 januari 2007    | Vriendschappelijk                   | Singapore − Filipijnen | 4 − 1   |
| 15 | Hanoi        | 2 december 2010   | Zuidoost-Azië Cup 2010              | Singapore − Filipijnen | 1 − 1   |
| 16 | Singapore    | 7 oktober 2011    | Vriendschappelijk                   | Singapore − Filipijnen | 2 − 0   |
| 17 | Singapore    | 7 september 2012  | Vriendschappelijk                   | Singapore − Filipijnen | 0 − 2   |
| 18 | Cebu City    | 15 november 2012  | Vriendschappelijk                   | Filipijnen − Singapore | 1 − 0   |
| 19 | Manilla      | 8 december 2012   | Zuidoost-Azië Cup 2012              | Filipijnen − Singapore | 0 − 0   |
| 20 | Singapore    | 12 december 2012  | Zuidoost-Azië Cup 2012              | Singapore − Filipijnen | 1 − 0   |
| 21 | Bocaue       | 19 november 2016  | Zuidoost-Azië Cup 2016              | Filipijnen − Singapore | 0 − 0   |
| 22 | Bacolod      | 13 november 2018  | Zuidoost-Azië Cup 2018              | Filipijnen − Singapore | 1 − 0   |
| 23 | Singapore    | 8 december 2021   | Zuidoost-Azië Cup 2020              | Singapore − Filipijnen | 2 − 1   |
| 24 | Singapore    | 29 maart 2022     | Vriendschappelijk                   | Singapore − Filipijnen | 2 − 0   |

## Samenvatting
| Competitie                     | Totaal gespeeld | Winst Filipijnen | Gelijk | Winst Singapore | Doelsaldo Filipijnen – Singapore |
| ------------------------------ | --------------- | ---------------- | ------ | --------------- | -------------------------------- |
| Zuidoost-Azië Cup              | 7               | 1                | 3      | 3               | 3 − 7                            |
| Zuidoost-Azië Cup-kwalificatie | 1               | 0                | 0      | 1               | 0 − 1                            |
| Zuidoost-Azië Spelen           | 5               | 0                | 0      | 5               | 0 − 22                           |
| Vriendschappelijk              | 11              | 3                | 1      | 7               | 10 − 25                          |
| Totaal                         | 24              | 4                | 4      | 16              | 13 − 55                          |

PFF · 
A-internationals · 
Filipijns vrouwenelftal
Afghanistan ·
Australië ·
Azerbeidzjan ·
Bahrein ·
Bangladesh ·
Bhutan ·
Brunei ·
Cambodja ·
China ·
Estland ·
Fiji ·
Guam ·
Hongkong ·
India ·
Indonesië ·
Irak ·
Iran ·
Israël ·
Japan ·
Jemen ·
Jordanië ·
Kirgizië ·
Koeweit ·
Laos ·
Libanon ·
Macau ·
Malediven ·
Maleisië ·
Mongolië ·
Myanmar ·
Nepal ·
Noord-Korea ·
Oezbekistan ·
Oman ·
Oost-Timor ·
Pakistan ·
Palestina ·
Papoea-Nieuw-Guinea ·
Qatar ·
Singapore ·
Sri Lanka ·
Syrië ·
Tadzjikistan ·
Taiwan ·
Thailand ·
Turkmenistan ·
Verenigde Arabische Emiraten ·
Vietnam ·
Zuid-Korea ·
Zuid-Vietnam
FAS · 
Lijst van A-internationals · 
Singaporees vrouwenelftal
1960 – 1969 ·
1970 – 1979 ·
1980 – 1989 ·
1990 – 1999 ·
2000 – 2009 ·
2010 – 2019
Afghanistan ·
Argentinië ·
Australië · 
Azerbeidzjan · 
Bahrein · 
Bangladesh · 
Brunei · 
Cambodja · 
Canada · 
China · 
Denemarken · 
Fiji ·
Filipijnen · 
Finland · 
Ghana · 
Guam ·
Hongkong · 
India · 
Indonesië · 
Irak · 
Iran · 
Israël · 
Japan · 
Jemen ·
Jordanië · 
Kazachstan · 
Kirgizië · 
Koeweit · 
Laos · 
Libanon · 
Macau · 
Malediven · 
Maleisië · 
Mauritius ·
Mongolië · 
Myanmar · 
Nepal · 
Nieuw-Zeeland · 
Noord-Korea · 
Noorwegen · 
Oezbekistan · 
Oman · 
Oost-Timor · 
Pakistan · 
Palestina · 
Papoea-Nieuw-Guinea ·
Polen · 
Qatar ·
Salomonseilanden · 
Saoedi-Arabië · 
Sri Lanka · 
Syrië · 
Tadzjikistan · 
Taiwan · 
Thailand · 
Turkmenistan · 
Uruguay · 
Verenigde Arabische Emiraten · 
Vietnam · 
Zuid-Korea · 
Zuid-Vietnam · 
Zweden